# Kanton Le Châtelet
Der Kanton Le Châtelet war bis 2015 ein französischer Wahlkreis im Département Cher und in der Region Centre-Val de Loire. Er umfasste sieben Gemeinden im Arrondissement Saint-Amand-Montrond; sein Hauptort (frz.: chef-lieu) war Le Châtelet. Die landesweiten Änderungen in der Zusammensetzung der Kantone brachten im März 2015 seine Auflösung. Vertreter im conseil général des Départements war zuletzt für die Jahre 2011–2015 Hubert Robin (PS).
Der Kanton Le Châtelet war 179,15 km2 groß und hatte 2710 Einwohner (Stand: 2012).

## Gemeinden
| Gemeinde              | Einwohner (Stand: 2022) | Code postal | Code Insee |
| --------------------- | ----------------------- | ----------- | ---------- |
| Ardenais              | 203                     | 18170       | 18010      |
| Le Châtelet           | 920                     | 18170       | 18059      |
| Ids-Saint-Roch        | 287                     | 18170       | 18112      |
| Maisonnais            | 228                     | 18170       | 18135      |
| Morlac                | 274                     | 18170       | 18153      |
| Rezay                 | 203                     | 18170       | 18193      |
| Saint-Pierre-les-Bois | 272                     | 18170       | 18230      |